# جان کین، بارون کین اول
جان کین، بارون کین اول (انگلیسی: John Keane, 1st Baron Keane; ۶ february ۱۷۸۱ – ۲۴ اوت ۱۸۴۴ (۶۳ ساله)) فرد نظامی اهل پادشاهی متحد بریتانیای کبیر و ایرلند بود. وی همچنین برندهٔ جوایزی همچون نشان حمام شده‌است.